# سول‌میت (فیلم ۲۰۲۳)
سول‌میت (انگلیسی: Soulmate; کره‌ای: 소울메이트) یک فیلم عاشقانه درام محصول سال ۲۰۲۳ کره جنوبی به کارگردانی مین یونگ گون و با بازی کیم دا می، جون سو نی و بیون وو سوک است. این فیلم اقتباس شده ار فیلم چینی سال ۲۰۱۶ با همین نام است. سول‌میت در ۱۵ مارس ۲۰۲۳ منتشر شد.